# قمر عملاق

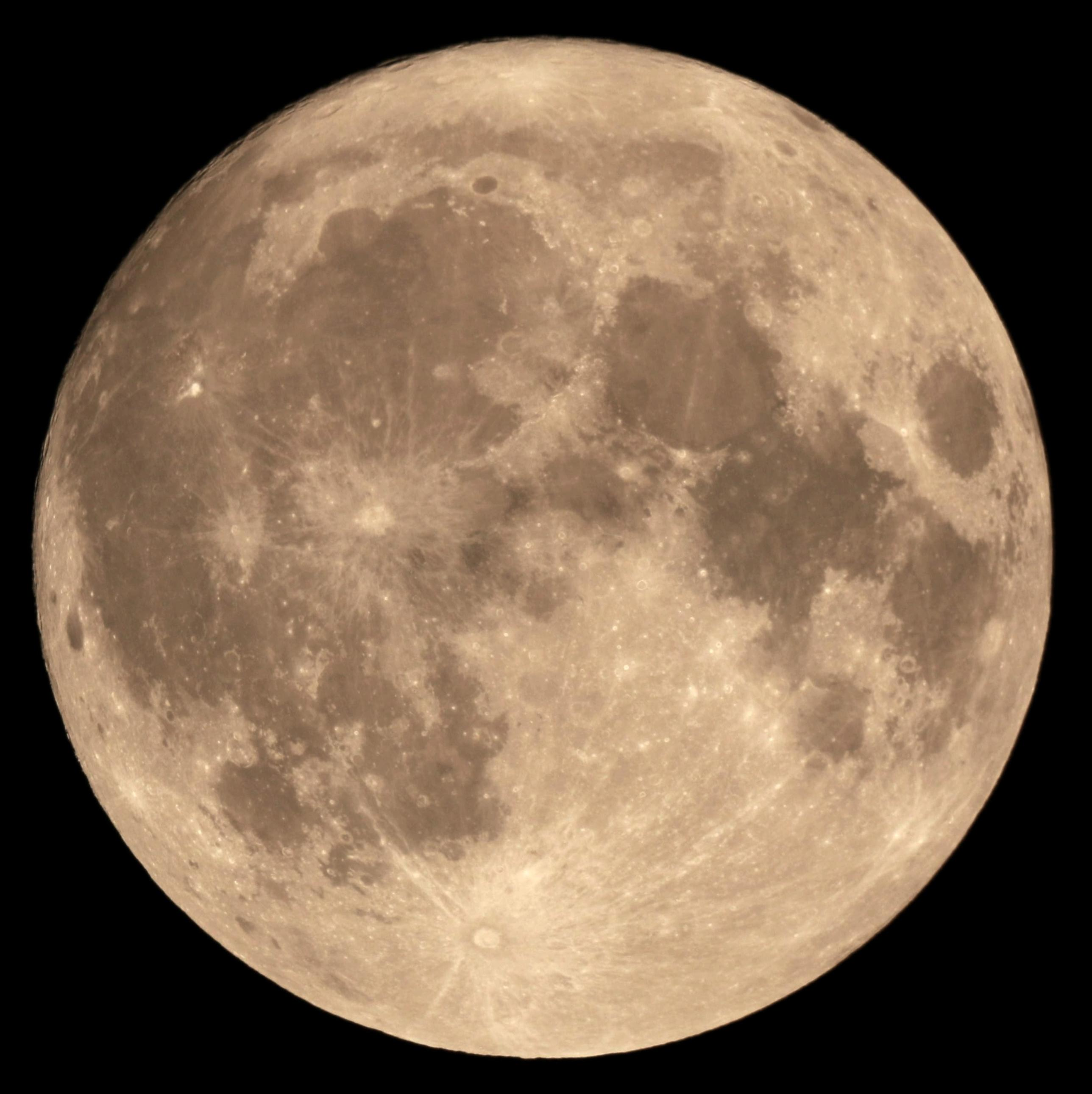
القمر العملاق في 14 نوفمبر 2016 على بعد من مركز الأرض وهو أقرب حدث منذ 26 يناير 1948. ولن يكون مثله حتى 25 نوفمبر 2034.

القمر العملاق (بالإنجليزية:  Supermoon)‏ هي ظاهرة تنشأ من تزامن اكتمال القمر مع وصوله إلى أقرب نقطة من الأرض في مداره الإهليجي، مُنتجاً أكبر حجم مرئي للقمر يمكن رؤيته من الأرض، الاسم التقني العلمي لهذه الظاهرة هو الاقتران القمري لنظام الأرض - قمر - شمس، مصطلح القمر العملاق ليس مصطلحاً فلكياً بل مصطلح مؤصل في علم التنجيم الحديث. ارتباط القمر بالمد والجزر الأرضي أدى إلى نشوء اعتقاد إلى أن القمر العملاق ظاهرة قد تكون مرتبطة بزيادة وقوع الأخطار، كالزلازل وثوران البراكين، ولكن لا يوجد دليل لذلك.
عكس هذه الظاهرة يسمى بالذروة القمرية أو الأوج القمري، والتي سميت لاحقاً بالقمر المُصغّر، ولكن هذا المصطلح ليس شائعاً بقدر مصطلح القمر العملاق.

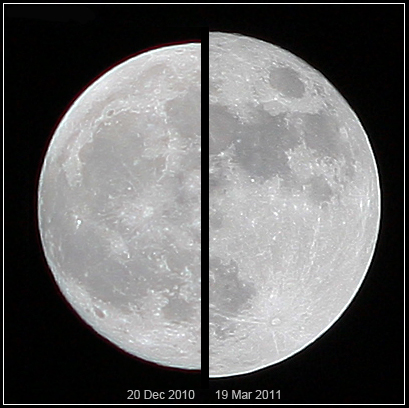
ظاهرة القمر العملاق في الـ19 من مارس 2011 ومقارنته مع حجم القمر في حالته العادية

## التسمية
تسمية القمر العملاق أطلقت من قبل المنجم ريتشارد نولل عام 1979م.

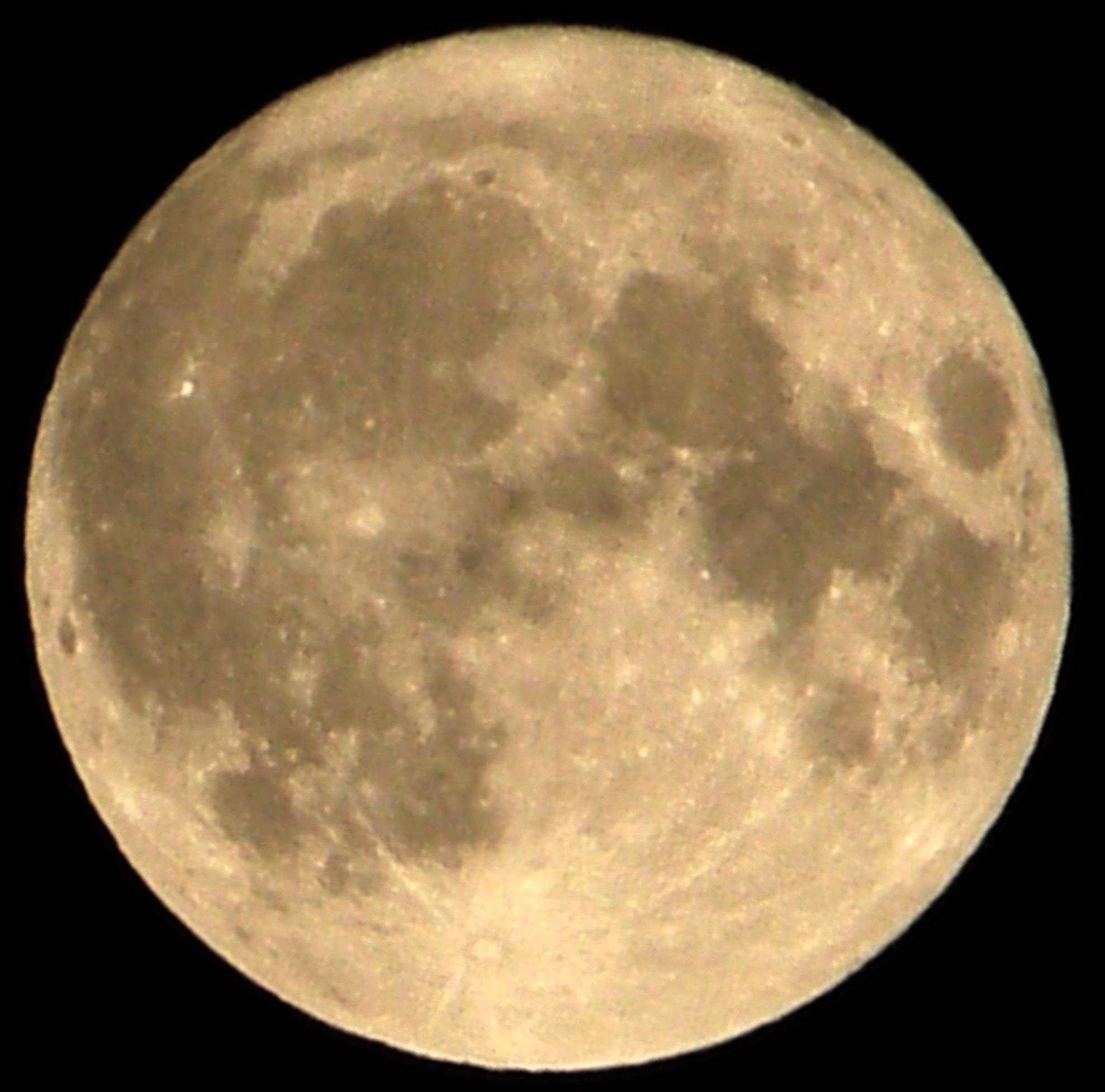
صورة مأخوذة بتاريخ 19 مارس 2011

يذكر أن آخر مرة حدثت هذه الظاهرة كانت بتاريخ 10 أغسطس 2014. و تكررت الظاهرة يوم 28 سبتمبر 2015 .
تكررت الظاهرة مرة أُخرى في 14 نوفمبر 2016، حيثُ أشار العُلماء أن القمر سيكون الأقرب إلينا والأشد وضوحاً مُنذ يناير 1948.

## المسافة
مسافة القمر عن الأرض تختلف كل شهر بمقدار محصور بين 357,000 و406,000 كم، بسبب مداره البيضاوي حول الأرض (القياسات مأخوذة من مركز الأرض إلى مركز القمر).
القمر أثناء هذه الظاهرة (Perigee) يكون أكبر حجما بـ 14 % (حسب ما يظهر للعيان) وأكثر إشراقا بـ 30% من حالته وهو في أبعد نقطة في مساره حول الأرض 

## الحدوث
يحدث سنويا بين 4 و 6 أقمار عملاقة. القائمة التالية تحتوي على تواريخ حدوث الأقمار العملاقة بين 1901 و 2100 عندما تكون مسافة القمر هي عند أو فوق متوسط المسافة من نقطة الحضيض القمري:

### القرن 20
- 4 يناير 1912.
- 14 يناير 1930.
- 26 يناير 1948.
- 10 نوفمبر 1954.
- 20 نوفمبر 1972.
- 8 يناير 1974.
- 26 فبراير 1975.
- 2 ديسمبر 1990.
- 19 يناير 1992.
- 8 مارس 1993.

### القرن 21
- 10 يناير 2005
- 12 ديسمبر 2008
- 30 يناير 2010
- 19 مارس 2011
- 10 أغسطس 2014
- 29 أغسطس 2015
- 14 نوفمبر 2016
- 2 يناير 2018
- 19 فبراير 2019
- 21 يناير 2023
- 24 ديسمبر 2026
- 10 فبراير 2028
- 30 مارس 2029
- 25 نوفمبر 2034
- 13 يناير 2036
- 2 مارس 2037
- 6 ديسمبر 2052
- 23 يناير 2054
- 13 مارس 2055
- 26 ديسمبر 2061
- 17 ديسمبر عقد 2070
- 4 نوفمبر عقد 2070
- 23 مارس عقد 2070
- 2 أكتوبر عقد 2070
- 19 نوفمبر عقد 2070
- 7 يناير عقد 2080
- 27 ديسمبر عقد 2080
- 14 فبراير عقد 2090
- 4 أبريل عقد 2090
- 13 أكتوبر عقد 2090
- 29 نوفمبر عقد 2090
- 17 يناير عقد 2090

## وسائط

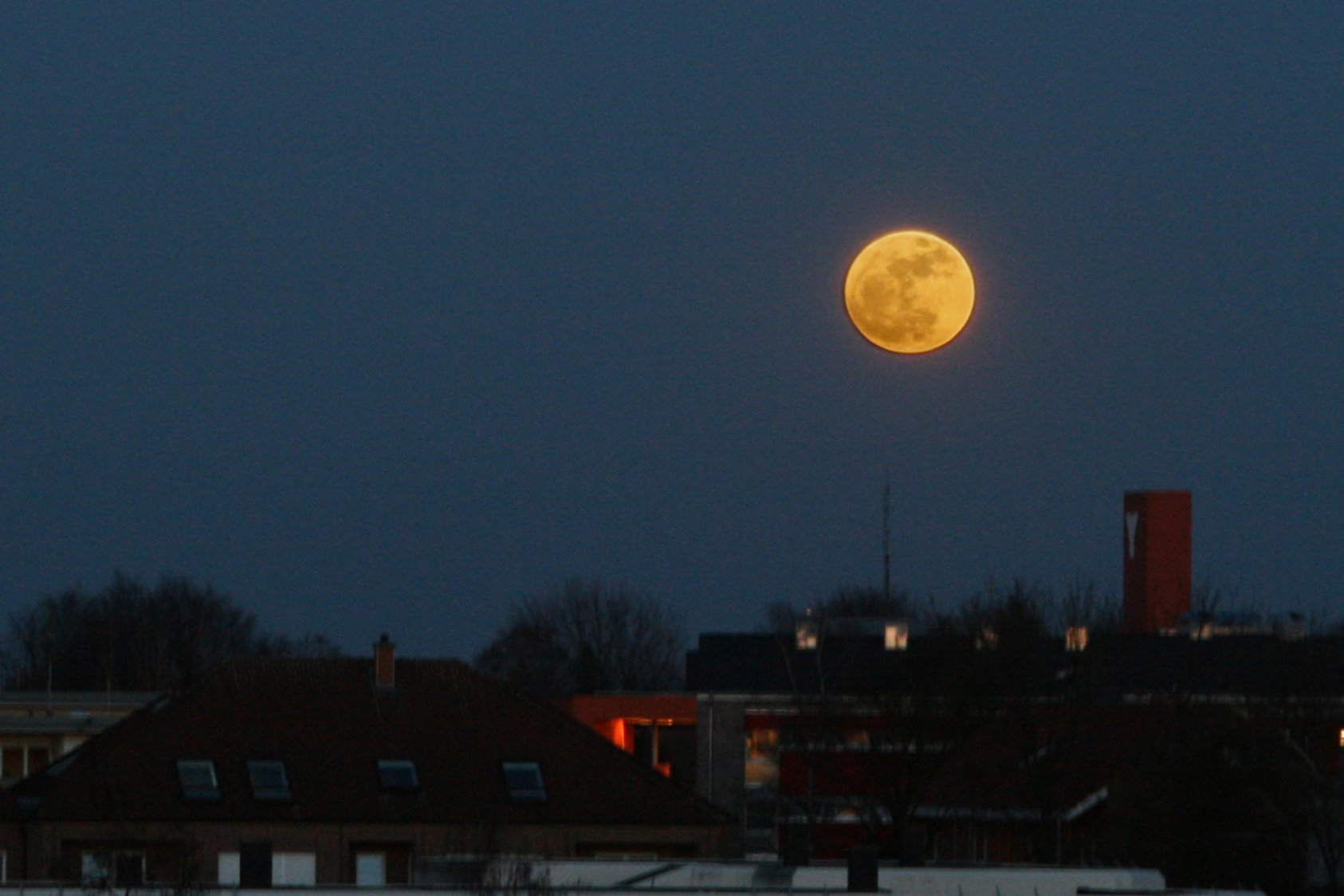
القمر العملاق ميونخ (المانيا) le 19 mars 2011.
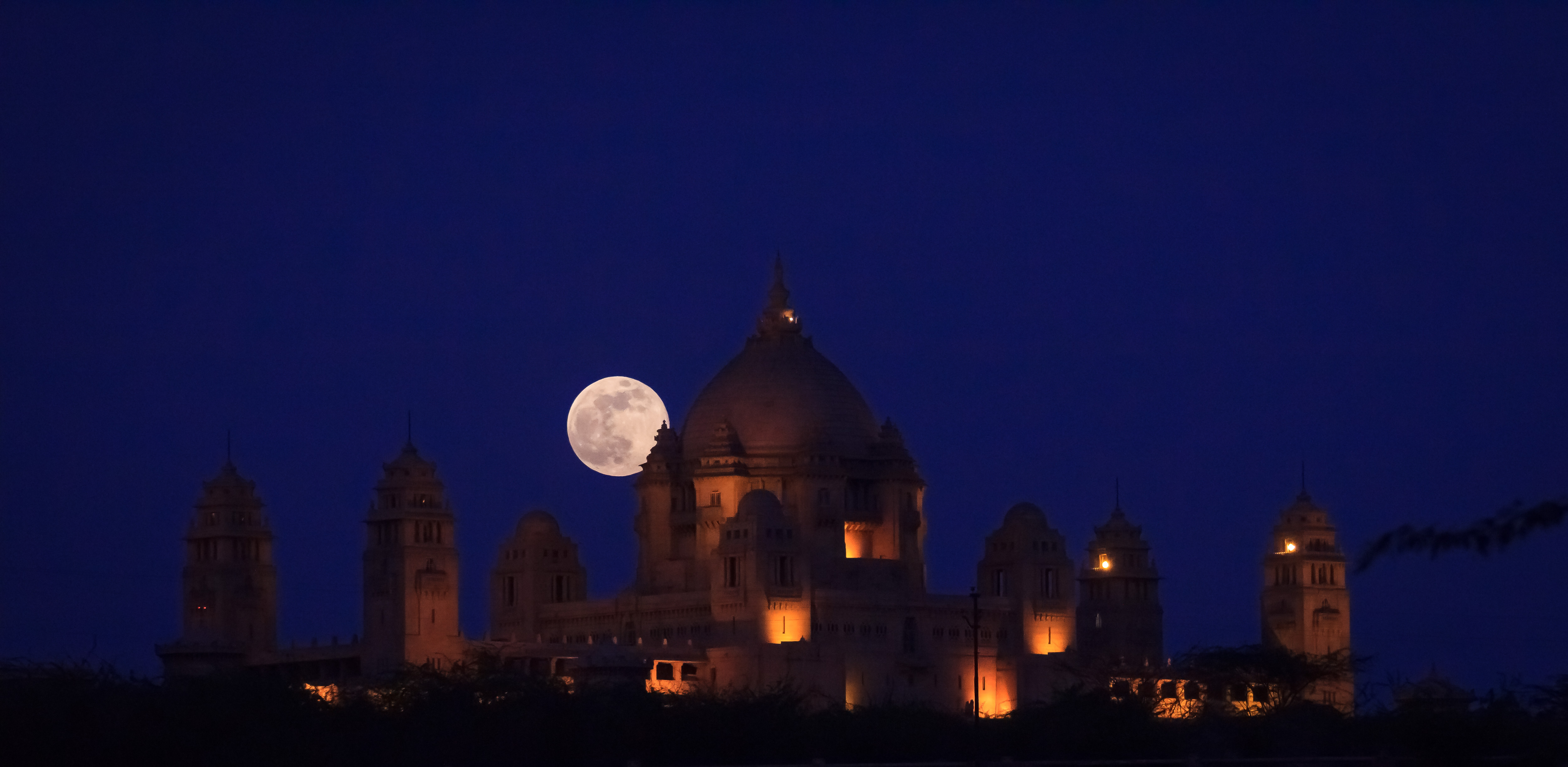
القمر العملاق قرب قصر أوميد بهاوان الهند le 23 juin 2013.
- Géométrie de l'orbite lunaire
en 2014.
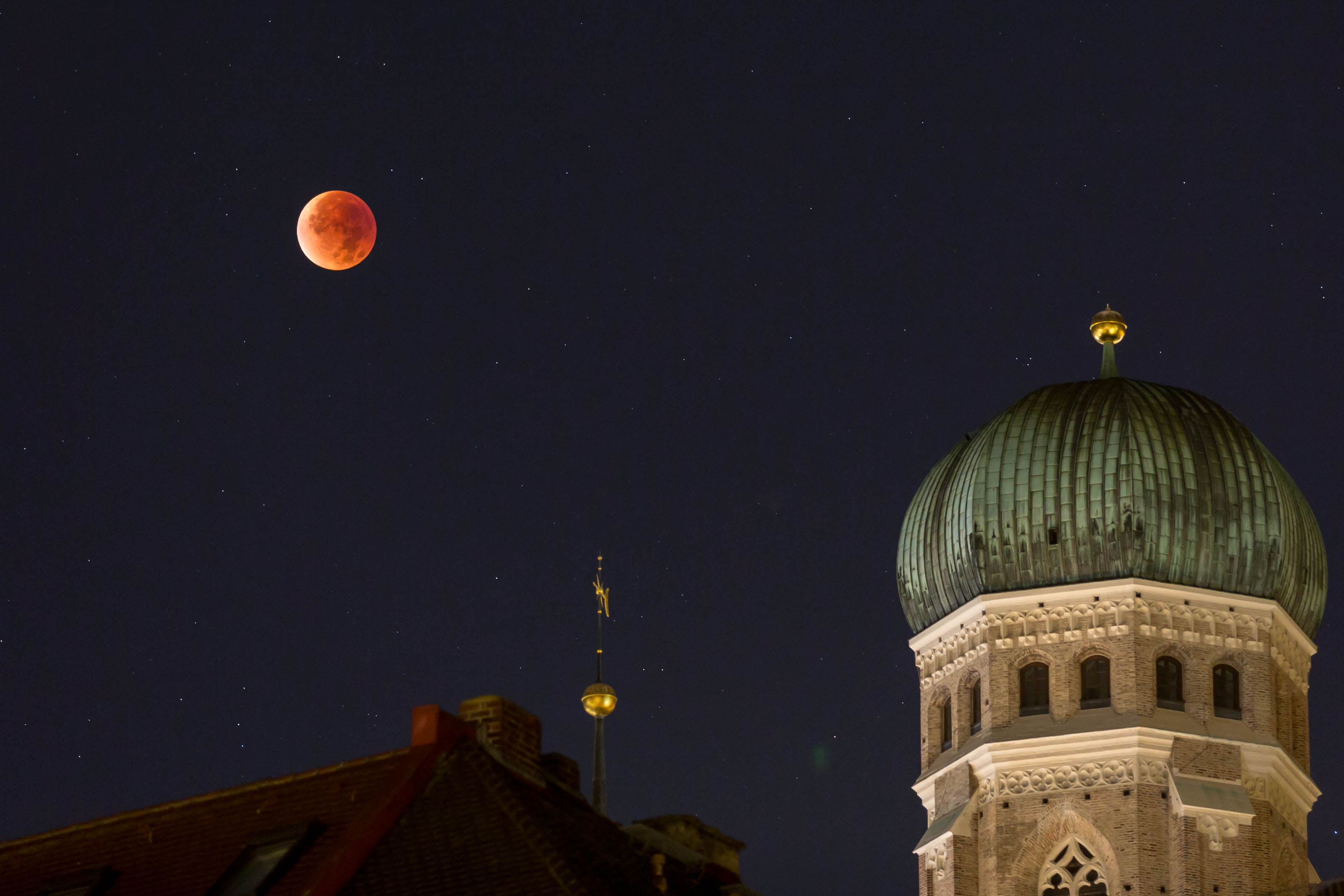
خسوف القمر من ميونخ le 28 septembre 2015.